# Stenidea genei
La stenidea genei es una especie de escarabajo de la familia Cerambycidae. Fue descrita por Aragona en 1830, originalmente bajo el género Saperda. Se conoce su presencia en Córcega, Austria, España, Bosnia y Herzegovina, Eslovaquia, Croacia, Hungría, Serbia, Chipre, Israel, Suiza, Francia, Alemania (donde su población se considera extinta), República Checa, Albania, Irán, Bulgaria, Italia, Rumanía, Montenegro, Eslovenia y Ucrania.

## Subespecies
- Stenidea genei genei (Aragona, 1830).
- Stenidea genei naviauxi (Villiers, 1970).